# 哀牢
哀牢（约前3世纪～公元76年）是云南、缅甸北部地区一古国，属西南夷百濮系统。

## 歷史
传说哀牢的开国君主是九隆（母亲沙壹），乃东海龙王之幼子，故哀牢崇拜龙神。其鼎盛时期东西三千里，南北四千六百里，大致统治范围南至西双版纳，西至怒江，北至横断山脉，东至洱海一带，是西南夷的霸主。哀牢的中心区域是今云南保山哀牢山一带。
汉武帝时期，派人开通西南夷，希望打通前往身毒（今印度）的道路，于元封二年（前109年）派兵渡过兰沧水，攻打哀牢，“置雟唐、不韦二县”。这次征伐使得哀牢全盛时期结束，国势衰落。
东汉光武帝建武二十七年（51年），哀牢王贤栗遣使内属，明帝永平十二年（69年），柳貌继承哀牢王位，派其子献国于东汉，其时哀牢共有77个属邑，5萬户、55萬餘人。汉廷以益州六县与哀牢地设立永昌郡，以哀牢王为部族君长，另派官吏进行行政管理，并举行盛大的宫廷庆典。
漢章帝建初元年（76年），类牢继位为哀牢王，起兵反抗东汉，为东汉击破，类牢被杀。自此之后，哀牢不复作为一个独立国家出现。

## 文化
哀牢人穿鼻儋耳，镂身紋身，有着先进的文化，根据《华阳国志》、《后汉书》等的记载，其地矿产丰富、贸易繁荣。唐代的穿鼻蠻是指他們，有人說他們是克倫族祖先。
哀牢文化包含耕织、服饰、饮食、婚姻俗葬、音乐、舞蹈等等。哀牢文化富有自己的特色，与其高原环境，以及云南多样的地理环境、丰富的原始森林资源等息息相关。
从哀牢古国的中心地区，今云南省保山市，可以看出，哀牢对龙极为崇拜，这可能与其古老的传说有关，例如隆阳区有九龙雕像（从永昌郡时期不断修复至今），龙陵县有“龙山”、“龙江”地区。
现居于保山市的佤族人，为哀牢“卡瓦族”后人，他们拥有从哀牢文化中衍生下来的阿佤方言，有着自己独特的节日庆典，在节日庆典的用具、纹柱上，龙的身影无处不在。在佤族人的鬼魂意识里，鬼神来自于自然，其中龙神为众神之主，主宰万物，这也再一次应证了哀牢地区有关龙九子隆阳建国的传说。

## 同名
越南人也把越南西北部與西部的地方稱作「哀牢」（越南语：／?）。「哀牢」這個地名也在越南史籍《大越史記全書》裡面多次出現。但這裡的哀牢並非指漢朝時的哀牢國，而是指現在的寮國。